# Richard Fox
Richard Fox (Winsford, 6 mei 1960) is een in Engeland geboren tienvoudig wereldkampioen kanoslalom.
Van 1996 tot 2000 was hij lid van het technische slalomcomité van de ICF (International Canoe Ferderation). Hij heeft zich daarbij ingezet om het kanoslalom op het programma van de Olympische Spelen van Sydney te krijgen.

## Resultaten
| Jaar | Europees kampioenschap | EK (team) | Wereldbeker | Wereldkampioenschap | WK (team) | Olympische spelen |
| ---- | ---------------------- | --------- | ----------- | ------------------- | --------- | ----------------- |
| 1977 |                        |           |             | 27e                 |           |                   |
| 1979 |                        |           |             | Brons               | Goud      |                   |
| 1980 | Zilver                 |           |             |                     |           |                   |
| 1981 |                        |           |             | Goud                | Goud      |                   |
| 1982 | Goud                   |           |             |                     |           |                   |
| 1983 |                        |           |             | Goud                | Goud      |                   |
| 1984 | Goud                   |           |             |                     |           |                   |
| 1985 |                        |           |             | Goud                | 10e       |                   |
| 1986 | Goud                   |           |             |                     |           |                   |
| 1987 |                        |           |             | 4e                  | Goud      |                   |
| 1988 | Goud                   |           | Goud        |                     |           |                   |
| 1989 |                        |           | Goud        | Goud                | 7e        |                   |
| 1990 |                        |           | Zilver      |                     |           |                   |
| 1991 |                        |           | Goud        | 21e                 | 5e        |                   |
| 1992 |                        |           | 5e          |                     |           | 4e                |
| 1993 |                        |           |             | Goud                | Goud      |                   |

### Medaillespiegel
| Kampioenschap             | goud | zilver | brons |
| ------------------------- | ---- | ------ | ----- |
| Europees kampioenschappen | 4    | 1      | 0     |
| EK teams                  | 0    | 0      | 0     |
| Wereldbeker               | 3    | 1      | 0     |
| Wereldkampioenschappen    | 5    | 0      | 1     |
| WK teams                  | 5    | 0      | 0     |
| Olympische Spelen         | 0    | 0      | 0     |

- Library of Congress Control Number: nb2011001077
- Virtual International Authority File: 161799403
- WorldCat: E39PBJv8HxdxbBRpj6MHxw3YT3